# Joanna Zastróżna
Joanna Zastróżna (nacida en 1972 en Sopot) es una fotógrafa y cineasta polaca.

## Trayectoria
Se graduó en 1997 en la Academia de las Artes (ASP) en Gdańsk. Zastróżna reside en Sopot y en Sidi Ifni.
Zastróżna comenzó a exhibir en 1999, mostrando la serie "Messenger", que fue su proyecto de graduación. Dos series más, "Condensation" y "Marocco", la siguieron. Su técnica distintiva es pintar sobre negativos, con un amplio uso del color. A veces usa el montaje negativo también. El estilo ha sido descrito como "una especie de surrealismo" y "realidad artificial". Los sujetos son típicamente figuras humanas, y Zastróżna no está interesada en su representación realista, sino más bien en el análisis psicológico.
Zastróżna participó en una serie de importantes exposiciones de grupos fotográficos en Polonia en los años 2000 y 2010. Sus obras están en la colección del Museo de Arte de Łódź.
En 2013, dirigió un corto titulado "El grano de arena" que fue presentado en el 19º Busan International Film Festival.

## Exposiciones
Personales
- Messenger, Mała Galeria ZPAF, CSW Zamek Ujazdowski, Warsaw, Poland (1999)
- Buby, Messenger, Nadbałtyckie Centrum Kultury, Gdańsk, Poland (2000)
- NR2, Replica Art Center, Stockholm, Sweden (2000)
- NR3, Państwowa Galeria Sztuki, Sopot, Poland (2001)
- NR3 Mała Galeria ZPAF, CSW Zamek Ujazdowski, Warsaw, Poland (2001)
- NR3, BWA, Bydgoszcz, Poland (2002)
- NR3, FF Gallery, Łódź, Poland (2002)
- NR3, Leigh on Sea, Art Trail, the UK (2003)
- NR3, Druskininkai, Lithuania (2003)
- NR3, Month of Photography, Kraków, Poland (2003)
- Zagęszczanie, Państwowa Galeria Sztuki, Sopot, Poland (2004)
- Zagęszczanie, Wizytująca Gallery, Warsaw, Poland (2006)
- Zagęszczanie, Photography Museum, Saint Petersburg, Russia (2008)
- MMK, CSW Zamek Ujazdowski, Warsaw, Poland (2010)
- MMK, Państwowa Galeria Sztuki, Sopot, Poland (2011)[7]
- MMK, Centrum Kultury ZAMEK, Galeria PF, Poznań, Poland (2013)

Colectivas
- Jutro jest dziś, Osaka, Nara, and Kyoto, Japan (1999)
- Relacje, House of Photography, Poprad, Slovakia (1999)
- 7th Courant D’Art, Deauville, France (2000)
- Przenikanie, Month of photography, Bratislava, Slovakia (2000)
- Archipelag, Month of photography, Herten, Germany (2001)
- Fotografia polska lat 90. − "Around Decade− Polish Photography of 90’s", Muzeum Sztuki Łodzi; Galeria FF; Galeria Pusta, Katowice; Galeria Bielska BWA, Bielsko-Biała, Poland (2002)
- Cztery Elementy. Ziemia, Galeria DAP OW ZPAP, Warsaw, Poland (2003)
- GlobAll, Woman Kraft Gallery, Tucson, Arizona, USA (2004)
- XX w. w fotografii polskiej, Shoto Museum of Art, Tokyo, Japan (2006)
- Czas Zapamiętany, CSW Zamek Ujazdowski, Warsaw, Poland (2007)
- Forum Fotografii, wystawa na 25lecie Galerii FF, Łódź, Poland (2008)
- Festiwal Sztuki ARTLOOP 00, "Wypas"  instalacja, Sopot, Poland (2011)
- Festiwal Sztuki ARTLOOP 02, "Pralnia Chemiczna" instalacja, Sopot, Poland (2013)